# Pomarzanki (powiat poznański)
Pomarzanki – osada w Polsce, położona w województwie wielkopolskim, w powiecie poznańskim, w gminie Pobiedziska. Należy do sołectwa Łagiewniki.
W latach 1975–1998 miejscowość administracyjnie należała do województwa poznańskiego.